# 52a Divisió (Exèrcit Popular de la República)
La 52a Divisió va ser una de les divisions de l'Exèrcit Popular de la República que es van organitzar durant la Guerra Civil espanyola sobre la base de les Brigades Mixtes. Va arribar a operar en els fronts de Llevant i Extremadura.

## Historial
Durant 1937 en el front Nord ja havia existit una divisió que va emprar aquesta numeració.
En la primavera de 1938, en el si del XVII Cos d'Exèrcit, es va crear una divisió que va rebre la numeració «52». El comandament va recaure en el tinent coronel Pedro Martínez Cartón. Al juny la divisió va ser enviada al front de Llevant, on —integrada en el XXI Cos d'Exèrcit— va resistir l'ofensiva franquista que pretenia conquistar València.
A l'agost la divisió va ser enviada com a reforç al front d'Extremadura, per a fer front a l'ofensiva franquista en aquest sector. Va quedar afecta al VII Cos d'Exèrcit, participant en els contraatacs republicans que van aconseguir estabilitzar la situació i recuperar terreny. Al setembre participaria al costat del VIII Cos en una fallida ofensiva sobre Còrdova. A la fi d'any la unitat va ser adscrita a l'acabada de crear Agrupació «Toral», al front Sud. La 52a Divisió intervindria el gener de 1939 en la batalla de Valsequillo, on va concentrar els seus atacs contra les posicions de la 11a Divisió franquista en les serres del Torozo. Poc temps després Martínez Cartón seria rellevat del comandament, i fou substituït pel major de milícies Miguel Torrús. La divisió es va autodissoldre al final de la contesa, al març de 1939.

## Comandaments
Comandants
- Tinent coronel Pedro Martínez Cartón;[11]
- Major de milícies Miguel Torrús Palomo;[12]

Comissaris
- Pedro Orgaz Librero, del PCE;[13]

## Ordre de batalla
| Data                 | Cos d'Exèrcit adscrit | Brigades Mixtes integrades | Front de batalla |
| -------------------- | --------------------- | -------------------------- | ---------------- |
| 21 de juliol de 1938 | XXI Cos d'Exèrcit     | 195a, 196a i 197a          | Llevant          |
| 11 d'agost de 1938   | XVI Cos d'Exèrcit     | 43a, 175a i 197a           | Llevant          |